# Резолюція Генеральної Асамблеї ООН 72/282
Резолю́ція Генера́льної Асамбле́ї ОО́Н 72/282 «Повне та безумовне виведення іноземних збройних сил із території Республіки Молдова», ухвалена 22 червня 2018 року відкритим голосуванням держав-членів ООН на 72-й сесії Генеральної Асамблеї 64 голосами проти 15 при 83 утриманих. Документ закликає Росію негайно вивести російські збройні сили та озброєння з території Молдови.

## Голосування
Проєкт резолюції A/72/L.58, який запропонували 13 червня 2018 року 8 держав-членів ООН, а 26 червня до співавторства долучилися ще 3 держави (напівжирним шрифтом), ухвалили 22 червня на 98 пленарному засіданні 72-ї сесії Генеральної Асамблеї кваліфікованою більшістю присутніх як A/RES/72/282:
| Голос         | Кількість | Держави-члени Організації Об'єднаних Націй |
| ------------- | --------- | --- |
| За            | 64        | Австралія, Австрія, Азербайджан, Албанія, Андорра, Багамські Острови, Беліз, Бельгія, Болгарія, Ботсвана, Вануату, Велика Британія, Гаяна, Гондурас, Греція, Грузія, Данія, Джибуті, Естонія, Ірландія, Ісландія, Іспанія, Італія, Канада, Кіпр, Коста-Рика, Латвія, Литва, Ліхтенштейн, Люксембург, Мальдіви, Мальта, Маршаллові Острови, Молдова, Монако, Нідерланди, Німеччина, Нова Зеландія, Норвегія, Папуа Нова Гвінея, Північна Македонія, Польща, Португалія, Румунія, Сальвадор, Самоа, Сан-Марино, Саудівська Аравія, Словаччина, Словенія, Сполучені Штати Америки, Туреччина, Угорщина, Україна, Федеративні Штати Мікронезії, Фінляндія, Франція, Хорватія, Чехія, Чорногорія, Швейцарія, Швеція, Ямайка, Японія |
| Проти         | 15        | Білорусь, Болівія, Бурунді, Венесуела, Вірменія, Зімбабве, Іран, Куба, М'янма, Нікарагуа, Південний Судан, Північна Корея, Росія, Сирія, Судан |
| Утрималися    | 83        | Алжир, Ангола, Антигуа і Барбуда, Аргентина, Бангладеш, Барбадос, Бахрейн, Бенін, Боснія і Герцеговина, Бразилія, Бруней, Буркіна-Фасо, Бутан, В'єтнам, Гана, Гватемала, Гвінея-Бісау, Гвінея, Домініканська Республіка, Еквадор, Екваторіальна Гвінея, Еритрея, Ефіопія, Єгипет, Ізраїль, Індія, Індонезія, Ірак, Йорданія, Кабо-Верде, Казахстан, Камерун, Катар, Кенія, Киргизстан, Китайська Народна Республіка, Кірибаті, Колумбія, Коморські Острови, Кот-д'Івуар, Кувейт, Лаос, Ліберія, Ліван, Мадагаскар, Малаві, Малайзія, Малі, Марокко, Мексика, Монголія, Намібія, Науру, Непал, Нігерія, Об'єднані Арабські Емірати, Оман, Пакистан, Парагвай, Перу, Південна Корея, Південно-Африканська Республіка, Руанда, Сан-Томе і Принсіпі, Сейшельські Острови, Сенегал, Сент-Вінсент і Гренадини, Сент-Люсія, Сінгапур, Суринам, Сьєрра-Леоне, Таїланд, Того, Тринідад і Тобаго, Тувалу, Туніс, Уругвай, Фіджі, Філіппіни, Центральноафриканська Республіка, Чад, Чилі, Шрі-Ланка |
| Не голосували | 31        | Афганістан, Габон, Гаїті, Гамбія, Гренада, Демократична Республіка Конго, Домініка, Есватіні, Ємен, Замбія, Камбоджа, Лесото, Лівія, Маврикій, Мавританія, Мозамбік, Нігер, Палау, Панама, Республіка Конго, Сент-Кіттс і Невіс, Сербія, Соломонові Острови, Сомалі, Східний Тимор, Таджикистан, Танзанія, Тонга, Туркменістан, Уганда, Узбекистан |
| Всього        | 193       | |